# Saint-Norbert-d'Arthabaska
Saint-Norbert-d'Arthabaska är en kommun i provinsen Québec i Kanada. Den ligger i regionen Centre-du-Québec, i den sydöstra delen av landet, 300 km öster om huvudstaden Ottawa.